# Goran Sobin
Goran Sobin bio je hrvatski košarkaš, bivši jugoslavenski mladi reprezentativac i reprezentativac Hrvatske.
Igrao je na položaju centra.
Igrao je '80-ih i '90-ih.
Proslavio se kao igrač koji je izvrsno igrao na velikim utakmicama, čovjek s kojim su se dobivale završnice europskih kup-natjecanja.

## Igračka karijera

### Klupska karijera
U karijeri je igrao za "Jugoplastiku", Grčki Aris, zagrebačke klubove "Cibonu" i "Zagreb", te u sinjskom "Alkaru", i u španjolskom Taugresu.
U predzadnjem je imao neobičnu ugovornu stavku za plaću - pršuti!
S Jugoplastikom je 1988./89. osvojio Kup europskih prvaka. Igrali su: Toni Kukoč, Dino Rađa, Duško Ivanović, Velimir Perasović, Goran Sobin, Zoran Sretenović, Žan Tabak, Luka Pavičević, Teo Čizmić, Ivica Burić, Paško Tomić, Petar Vučica, a vodio ih je Božidar Maljković.
S Jugoplastikom je 1989./90. osvojio Kup europskih prvaka. Igrali su: Toni Kukoč, Dino Rađa, Zoran Savić, Velimir Perasović, Duško Ivanović, Zoran Sretenović, Goran Sobin, Žan Tabak, Luka Pavičević, Aramis Naglić, Petar Naumoski, Velibor Radović, Josip Lovrić, Teo Čizmić, Paško Tomić, a vodio ih je Božidar Maljković.